# 宮本武蔵 -双剣に馳せる夢-
『宮本武蔵 -双剣に馳せる夢-』（みやもとむさし そうけんにはせるゆめ）は、2009年の日本のアニメーション映画。
実在した剣豪、宮本武蔵の人物像について、後世に創作された虚像を排した真実の姿に迫らんとする「歴史アニメドキュメンタリー」である。

## 概要
元々はヒストリーチャンネル向けの企画で脚本まで制作されたが、結局流れてしまい、劇場作品として制作・公開されることとなった。
- 2009年
  - 7月
    - 第13回プチョン国際ファンタスティック映画祭出品

  - 8月
    - 第62回ロカルノ国際映画祭出品

  - 10月
    - 第42回シッチェス・カタロニア国際映画祭・ファンタスティック長編映画コンペティション部門出品
    - 第38回モントリオールニューシネマ映画祭出品
    - 第25回ワルシャワ国際映画祭出品
    - アニメーション・ネイションフェスティバル2009出品

  - 11月
    - 第13回オランダアニメーション映画祭出品
    - 第4回サンフランシスコ国際アニメーション映画祭出品
    - インドネシア国際ファンタスティック映画祭2009出品
    - ストックホルム国際映画祭2009出品

## 声の出演
- 浪曲：国本武春
- 犬飼喜一（仮）：菅生隆之

## スタッフ
- 原案・脚本：押井守
- 原作・アニメーション制作：Production I.G
- 監督：西久保瑞穂
- コンテ：西久保利彦、櫻井圭記
- キャラクターデザイン：中澤一登
- 作画監督：黄瀬和哉
- 美術監督：平田秀一
- 色彩設計：遊佐久美子
- 撮影：江面久
- CGIアニメーション：遠藤誠
- 編集：植松淳一
- 音響：鶴岡陽太
- 主題歌：泉谷しげる「生まれ落ちた者へ」
- プロデューサー：木下哲哉、森下勝司
- 製作：「宮本武蔵 -双剣に馳せる夢-」製作委員会（ポニーキャニオン、Production I.G、東宝東和、文化放送、セントラルミュージック）

## ビデオ版
2010年2月3日、ポニーキャニオンよりBlu-ray Disc版とDVD版が同時に発売された。Blu-rayの初回限定版には、特典として刀鍔と押井守オリジナル脚本が封入された。